# Enseignement supérieur Culture
 (août 2025).
Enseignement supérieur Culture est un label créé par le ministère de la Culture pour désigner les écoles françaises d'enseignement supérieur, publiques ou privées, consacrées aux métiers artistiques.
Ce label est accordé à près de 130 établissements et plus de 40 formations diplômantes, reconnues pour la qualité de leurs enseignements. Cinq domaines sont concernés : l'architecture, le patrimoine, les arts plastiques, le cinéma et le spectacle vivant.

## Architecture

### Écoles nationales supérieures d'architecture
Ces établissements sont placés sous la tutelle du ministère de la Culture et de la Communication.
- École nationale supérieure d'architecture de Strasbourg
- École nationale supérieure d'architecture et de paysage de Bordeaux
- École nationale supérieure d'architecture de Clermont-Ferrand
- École nationale supérieure d'architecture de Bretagne
- École nationale supérieure d'architecture de Paris-Belleville
- École nationale supérieure d'architecture de Paris-Malaquais
- École d'architecture de la ville et des territoires à Marne-la-Vallée
- École nationale supérieure d'architecture de Paris-Val de Seine
- École nationale supérieure d'architecture de Versailles
- École nationale supérieure d'architecture de Paris-La Villette
- École nationale supérieure d'architecture de Montpellier
- École nationale supérieure d'architecture de Nancy
- École nationale supérieure d'architecture de Toulouse
- École nationale supérieure d'architecture et de paysage de Lille
- École nationale supérieure d'architecture de Normandie
- École nationale supérieure d'architecture de Nantes
- École nationale supérieure d'architecture de Marseille
- École nationale supérieure d'architecture de Grenoble
- École nationale supérieure d'architecture de Lyon
- École nationale supérieure d'architecture de Saint-Étienne

### Organismes de formation permanente et de spécialisation
- Grands Ateliers de L'Isle-d'Abeau
- École de Chaillot

### Établissements hors école d'architecture
Ces deux écoles délivrent des diplômes reconnus comme équivalents aux diplômes d'architecte délivrés dans les ENSA (diplôme d'État et habilitation).
- Institut national des sciences appliquées de Strasbourg (INSA)
- École spéciale d'architecture (ESA)

## Patrimoine (musées, archéologie, archives)

### Établissements d'enseignement supérieur sous la tutelle du ministère de la Culture et de la Communication
- École du Louvre
- Institut national du patrimoine

### Formations universitaires
- Université de Mulhouse (licence professionnelle « Gestion de l'information et du document pour les organisations » et master pour les 3 spécialités « Archives-patrimoine », « Musées-documentation », « Information »)
- Université de Lyon III (master « Métiers des archives »)
- Université de Toulouse-Le Mirail (licence et masters des filières « Archives et médiathèque » et « Archives et image »)
- Université d'Angers (filière « Histoire et métiers des archives »)
- Université de Versailles-Saint-Quentin-en-Yvelines (DESS « Métiers de la culture, archives »)
- Université d'Aix-Marseille (master commun aux métiers des bibliothèques-archives et documentation)
- Université de Picardie Jules-Verne (master « Métiers des archives et technologies appliquées »)

#### Grand établissement
- École nationale des chartes

## Arts plastiques (beaux-arts, arts visuels, design, communication, métiers d'art)

### Les cinq écoles nationales supérieures
- École nationale supérieure des arts décoratifs (ENSAD)
- École nationale supérieure de création industrielle (ENSCI - Les Ateliers)
- École nationale supérieure des beaux-arts (Beaux-arts de Paris)
- École nationale supérieure de la photographie (Arles)
- Le Fresnoy - Studio national des arts contemporains

### Écoles supérieures d'art, nationales et territoriales
- Le Quai, école supérieure d'art de Mulhouse
- École supérieure des arts décoratifs de Strasbourg
- École supérieure d'art des Rocailles
- École des beaux-arts de Bordeaux
- École supérieure d’art des Pyrénées — Pau Tarbes
- École supérieure d'art de Clermont Communauté
- École nationale supérieure d'art de Dijon
- École media art de Chalon-sur-Saône
- École supérieure d'art de Brest
- École supérieure d'art de Lorient
- École supérieure des beaux-arts de Cornouaille
- École des beaux-arts de Rennes
- École nationale supérieure d'art de Bourges
- Institut d'arts visuels d'Orléans
- École supérieure des beaux-arts de Tours
- École supérieure d'art et de design de Reims
- École régionale des beaux-arts de Besançon
- École nationale supérieure d'arts de Cergy-Pontoise
- École municipale supérieure d'arts de Rueil-Malmaison
- École supérieure des beaux-arts de Montpellier Agglomération
- École supérieure des beaux-arts de Nîmes
- École supérieure d'art de Perpignan
- École nationale supérieure d'art de Limoges-Aubusson
- École supérieure d'art d'Épinal
- École supérieure d’art de Metz
- École nationale supérieure d'art de Nancy
- Institut régional d'art visuel de Fort-de-France
- École supérieure d'art et de céramique de Tarbes
- École supérieure des beaux-arts de Toulouse
- École supérieure d'art de Cambrai
- École régionale d'art de Dunkerque
- École régionale supérieure d'expression plastique de Tourcoing
- École des beaux-arts de Valenciennes
- École supérieure d'art du Havre
- École régionale des beaux-arts de Rouen
- École supérieure d'arts et médias de Caen
- École supérieure des beaux-arts de Cherbourg-Octeville
- École supérieure des beaux-arts d'Angers
- École supérieure des beaux-arts du Mans
- École régionale des beaux-arts de Nantes
- École supérieure d'art et de design d'Amiens
- École européenne supérieure de l'image (EESI)
- École supérieure d'art d'Aix-en-Provence
- École supérieure d'art d'Avignon
- Centre national des arts plastiques
- École supérieure des beaux-arts de Marseille
- École nationale supérieure d'art de Nice (Villa Arson)
- École supérieure d'art de Toulon
- École supérieure d'art de la Réunion
- École d'art de la communauté de l'agglomération d'Annecy
- École supérieure d'art et design Grenoble-Valence
- École nationale des beaux-arts de Lyon
- École régionale des beaux-arts de Saint-Étienne

### Autres organismes
- Centre de formation de la Manufacture nationale de Sèvres
- Administration générale du Mobilier national et des manufactures nationales des Gobelins, de Beauvais et de la Savonnerie

## Cinéma, vidéo et audiovisuel
- Fondation européenne pour les métiers de l'image et du son (Fémis)
- École nationale supérieure Louis-Lumière
- La CinéFabrique - Ecole Nationale Supérieure de Cinéma et Multimédia
- Le Fresnoy - Studio national des arts contemporains
- Conservatoire européen d'écriture audiovisuelle (CEEA)
- Ina Sup, École supérieure de l'audiovisuel et du numérique
- École du film d'animation de la Poudrière

## Spectacles vivants (musique, danse, théâtre, cirque et spectacles)
- Conservatoire national supérieur de musique et de danse de Paris (CNSMDP)
- Conservatoire national supérieur de musique et de danse de Lyon (CNSMDL)
- Centre national des arts du cirque (CNAC)
- Pôle supérieur d'enseignement artistique Paris—Boulogne-Billancourt (PSPBB)
- Académie Fratellini
- École supérieure nationale des arts de la marionnette
- École nationale des arts du cirque
- FAI AR - La cité des Arts de la Rue
- ITEMM - Institut technologique européen des métiers de la musique
- Centre national de formation d'apprentis facteurs d'orgues
- École nationale de lutherie
- Centre de formation professionnelle aux techniques du spectacle
- Centre d'études supérieures de musique et de danse de Poitou-Charentes (CESMD)
- Centre d'études supérieures de musique et de danse de Toulouse (CESMD)
- Pôle d'enseignement supérieur de la musique Saint-Denis-Île-de-France
- L'École de danse de l'Opéra de Paris
- École supérieure de danse de Cannes Rosella Hightower
- Centre national de danse contemporaine d'Angers
- École nationale supérieure de danse de Marseille
- Pôle d'enseignement supérieur de la musique en Bourgogne
- Pôle interrégional d'enseignement supérieur musique de Bretagne-Pays de la Loire
- Pôle Supérieur d'Enseignements Artistiques Nord Pas de Calais (APPSEA)

### Théâtre
- Conservatoire national supérieur d'art dramatique (CNSAD, Paris)
- École supérieure d'art dramatique de Strasbourg (École du TNS, Théâtre national de Strasbourg)
- École nationale supérieure des arts et techniques du théâtre (ENSATT, Lyon)
- École supérieure d'art dramatique de Paris (ESAD, Paris)
- École supérieure de comédiens par l'alternance (ESCA, Studio-théâtre d'Asnières)
- École de la Comédie de Saint-Étienne (Saint-Étienne)
- École du Nord anciennement École professionnelle supérieure d'art dramatique (ex-EPSAD, Lille)
- L'Académie - École supérieure professionnelle de théâtre du Limousin (Limoges et Saint-Priest-Taurion)
- École supérieure d'art dramatique de Rennes (École du TNB, Théâtre national de Bretagne à Rennes)
- École nationale supérieure d’art dramatique de Montpellier (ENSAD, Montpellier)
- École régionale d’acteurs de Cannes et de Marseille (ERACM Cannes Marseille)
- École supérieure de théâtre de Bordeaux Aquitaine (ESTBA, école du Théâtre national de Bordeaux en Aquitaine )